# Dilove

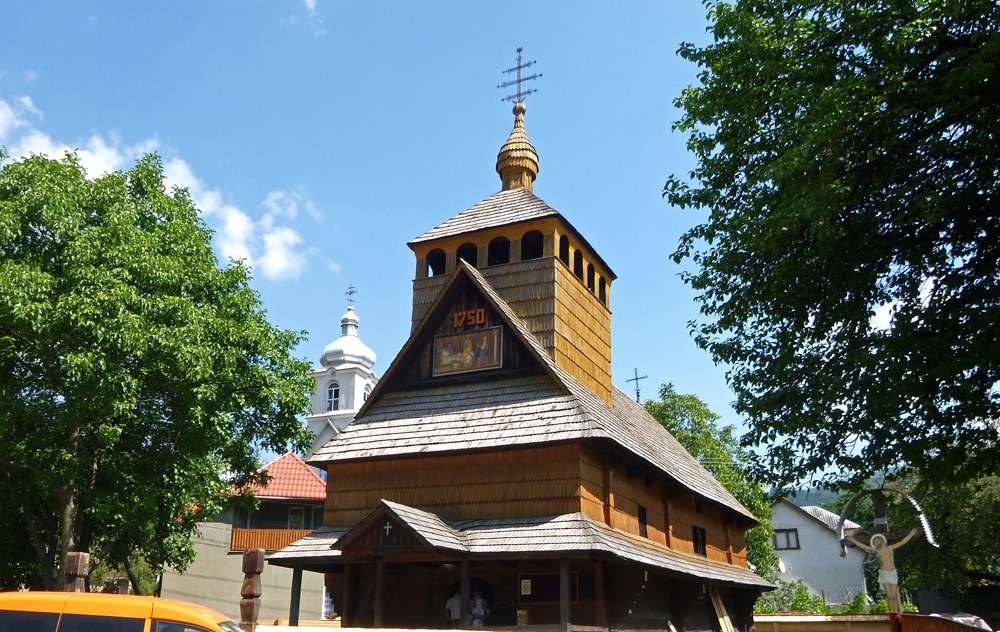
Oude kerk in Dilove

Dilove (Oekraïens:  Ділове, Hongaars: Terebesfejérpatak) is een dorp in de gemeente Rachiv. in het gelijknamige rajon in het Oblast Transkarpatië. Het dorp is gelegen op 17 kilometer ten zuiden van de stad Rachiv. De plaats heeft 2.673 inwoners (waaronder 84 Hongaren).
Het dorp ligt in de vallei van de rivier de Tisza op de plek waar de Witte Tisza samenvloeit met de hoofdrivier.
In 1615 werd de plaats voor het eerst genoemd in geschriften. Het dorp is de samenvoeging van twee dorpen (Terebes en Fejérpatak) die plaats had in de 19e eeuw onder Hongaars bestuur. De Oekraïense naam Dilobve is sinds 1946 officieel. 
In 1968 werd een marmermijn gestart in het dorp. 

## Bevolkingssamenstelling
Tijdens de Hongaarse volkstelling van 1910 had het dorp 2251 inwoners, waarvan 1316 (58,5%) Roethenen, 611 (27,1%) Hongaren en 217 (9,6%) Duitstaligen.
In 1984 waren er nog 160 (5,33%) Hongaren, in 1991 ongeveer 250 (7,81%). Tijdens de laatste Oekraïense volkstelling in 2001 waren er in totaal 2673 inwoners, waarvan 84 (3,14%) behoorden tot de Hongaarse minderheid in Oekraïne.